# Liste der denkmalgeschützten Objekte in Hauskirchen
Die Liste der denkmalgeschützten Objekte in Hauskirchen enthält die 13 denkmalgeschützten, unbeweglichen Objekte der niederösterreichischen Gemeinde Hauskirchen.

## Denkmäler
| Foto |                 | Denkmal                                                                      | Standort                                               | Beschreibung | Metadaten |
| ---- | --------------- | ---------------------------------------------------------------------------- | ------------------------------------------------------ | --- | --- |
| ja   | Datei hochladen | Pfarrhof HERIS-ID: 10510 Objekt-ID: 6569                                     | Hauptstraße 15 Standort KG: Hauskirchen                | Der Pfarrhof ist ein zweigeschoßiger Bau mit Walmdach aus dem 18. Jahrhundert. | BDA-Hist.: Q38071584 Status: § 2a Stand der BDA-Liste: 2025-06-30 Name: Pfarrhof GstNr.: 155/1                                                             |
| ja   | Datei hochladen | Figurenbildstock Christus an der Geißelsäule HERIS-ID: 10481 Objekt-ID: 6540 | gegenüber Höfleinerstraße 133 Standort KG: Hauskirchen | Die barocke Figur Christus an der Geißelsäule stammt aus der ersten Hälfte des 18. Jahrhunderts. | BDA-Hist.: Q38070962 Status: § 2a Stand der BDA-Liste: 2025-06-30 Name: Figurenbildstock Christus an der Geißelsäule GstNr.: 714/2                         |
| ja   | Datei hochladen | Figurenbildstock Pietà HERIS-ID: 10480 Objekt-ID: 6539                       | gegenüber Höfleinerstraße 156 Standort KG: Hauskirchen | | BDA-Hist.: Q38070929 Status: § 2a Stand der BDA-Liste: 2025-06-30 Name: Figurenbildstock Pietà GstNr.: 1746/5                                              |
| ja   | Datei hochladen | Schüttkasten HERIS-ID: 10476 Objekt-ID: 6535                                 | bei Ringgasse 151 Standort KG: Hauskirchen             | Der zweigeschoßige Schüttkasten mit Rauputzgliederung stammt aus dem 18. Jahrhundert. | BDA-Hist.: Q38070880 Status: Bescheid Stand der BDA-Liste: 2025-06-30 Name: Schüttkasten GstNr.: 14 Schüttkasten Hauskirchen                               |
| ja   | Datei hochladen | Schloss Hauskirchen HERIS-ID: 10475 Objekt-ID: 6534                          | Schloßplatz 1 Standort KG: Hauskirchen                 | Die um 1602/1603 (?) unter Hans Reinhard Ehrenreiter erbaute frühbarocke Anlage wurde im Lauf der Zeit stark verändert und verkleinert, vor allem in Folge von Kriegsschäden, und später als Eigentum mehrerer Familien für Wohnzwecke adaptiert.        | BDA-Hist.: Q38070860 Status: Bescheid Stand der BDA-Liste: 2025-06-30 Name: Schloss Hauskirchen GstNr.: 2/1, 2/2 Schloss Hauskirchen                       |
| ja   | Datei hochladen | Figur hl. Johannes Nepomuk HERIS-ID: 10479 Objekt-ID: 6538                   | bei Schloßplatz 1 Standort KG: Hauskirchen             | Die Figur des heiligen Johannes Nepomuk aus dem 18. Jahrhundert befindet sich im Westen des Ortes. | BDA-Hist.: Q38070919 Status: § 2a Stand der BDA-Liste: 2025-06-30 Name: Figur hl. Johannes Nepomuk GstNr.: 1686/3 Statue of John of Nepomuk in Hauskirchen |
| ja   | Datei hochladen | Kath. Pfarrkirche hl. Laurentius HERIS-ID: 10473 Objekt-ID: 6532             | bei Schulgasse 71 Standort KG: Hauskirchen             | Die Pfarrkirche von Hauskirchen ist ein im Kern romanischer Bau aus dem 13. Jahrhundert, der mehrfach verändert wurde, unter anderem zwischen 1897 und 1899.                                                                                             | BDA-Hist.: Q38070819 Status: § 2a Stand der BDA-Liste: 2025-06-30 Name: Kath. Pfarrkirche hl. Laurentius GstNr.: 1 Pfarrkirche Hauskirchen                 |
| ja   | Datei hochladen | Friedhof, ehem. Wehrkirchhof HERIS-ID: 10474 Objekt-ID: 6533                 | bei Schulgasse 71 Standort KG: Hauskirchen             | | BDA-Hist.: Q38070837 Status: § 2a Stand der BDA-Liste: 2025-06-30 Name: Friedhof, ehem. Wehrkirchhof GstNr.: 3/1, 1 Friedhof Hauskirchen                   |
| ja   | Datei hochladen | Ehem. Pfarrhof HERIS-ID: 10483 Objekt-ID: 6542                               | Am Schulberg 8 Standort KG: Prinzendorf                | Der 1762/63 erbaute eingeschoßige Bau mit Lisenengliederung steht westlich der Kirche. | BDA-Hist.: Q38071002 Status: § 2a Stand der BDA-Liste: 2025-06-30 Name: Ehem. Pfarrhof GstNr.: 9                                                           |
| ja   | Datei hochladen | Kath. Pfarrkirche hl. Markus HERIS-ID: 10482 Objekt-ID: 6541                 | bei Am Schulberg 214 Standort KG: Prinzendorf          | Die Pfarrkirche hl. Markus ist ein 1693–1695 barock umgebauter gotischer Kernbau auf einer Anhöhe im Süden des Ortes. | BDA-Hist.: Q38070984 Status: § 2a Stand der BDA-Liste: 2025-06-30 Name: Kath. Pfarrkirche hl. Markus GstNr.: 7 Pfarrkirche Prinzendorf                     |
| ja   | Datei hochladen | Schloss Prinzendorf HERIS-ID: 11063 Objekt-ID: 7132                          | Schloßstraße 1 Standort KG: Prinzendorf                | Die Barockanlage des Schlosses Prinzendorf wurde 1792/93 von Franz Jänggl und Franz Anton Pilgram geplant und bis zur folgenden Jahrhundertmitte erbaut. Sie hat ein dominierendes Hauptgebäude. Das Schloss ist seit 1971 im Besitz von Hermann Nitsch. | BDA-Hist.: Q43793887 Status: Bescheid Stand der BDA-Liste: 2025-06-30 Name: Schloss Prinzendorf GstNr.: 1217/2, 1217/3, 1217/4 Schloss Prinzendorf         |
| ja   | Datei hochladen | Mariensäule HERIS-ID: 11241 Objekt-ID: 7322                                  | bei Hauptstraße 13 Standort KG: Rannersdorf            | Maria Immaculata aus der zweiten Hälfte des 18. Jahrhunderts auf hoher Säule mit Heiligenkreuzer Abtwappen | BDA-Hist.: Q38093233 Status: Bescheid Stand der BDA-Liste: 2025-06-30 Name: Mariensäule GstNr.: 1007/51                                                    |
| ja   | Datei hochladen | Ehem. Mühle HERIS-ID: 10484 Objekt-ID: 6543                                  | Hauptstraße 40 Standort KG: Rannersdorf                | 1717 bezeichneter Barockbau mit Walmdach und quergestelltem Mühlentrakt | BDA-Hist.: Q38071015 Status: Bescheid Stand der BDA-Liste: 2025-06-30 Name: Ehem. Mühle GstNr.: 1                                                          |